# Anthony Giddens

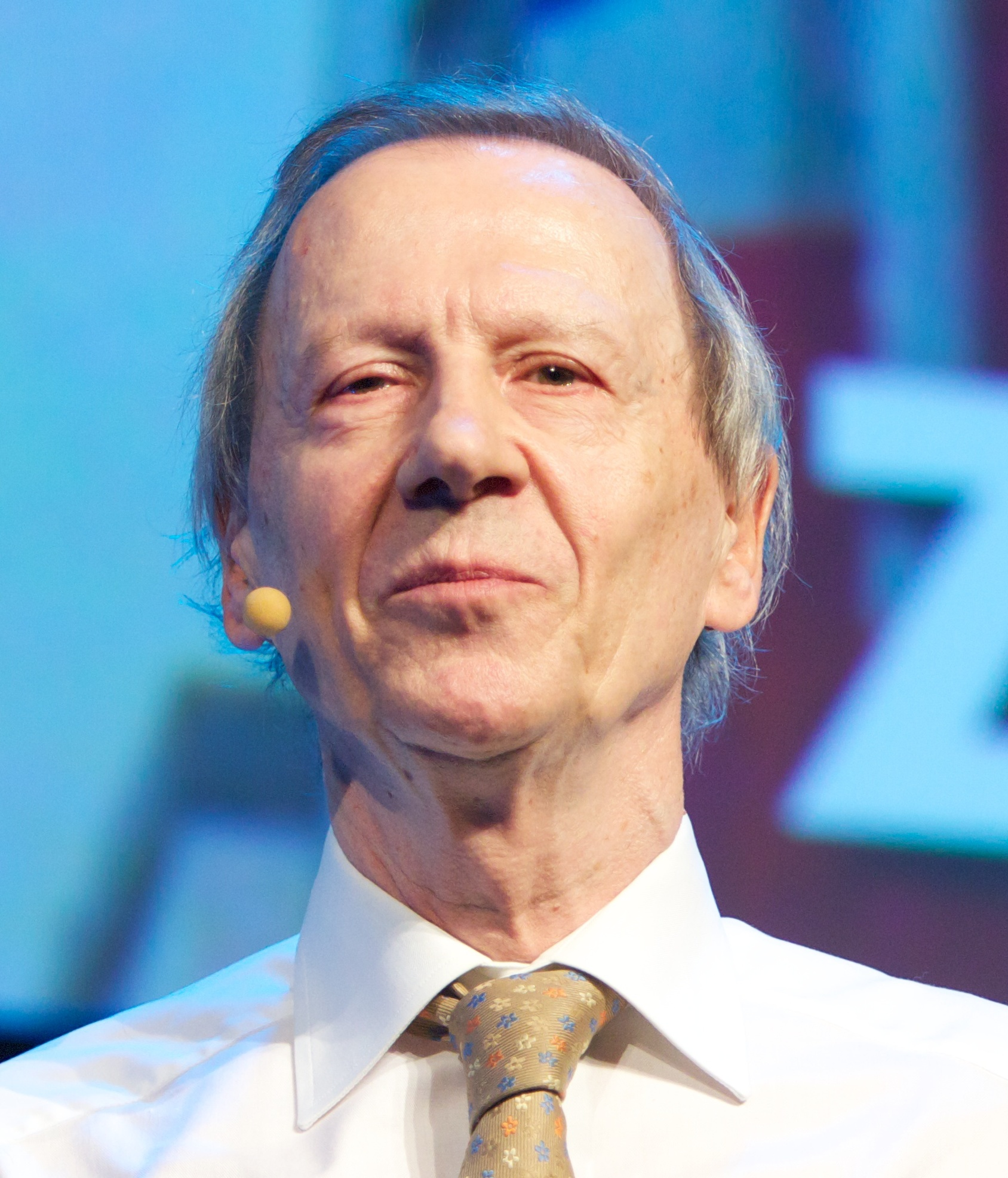
Anthony Giddens, Baron Giddens, 2011

Anthony Giddens, Baron Giddens (* 18. Januar 1938 in Edmonton, London) ist ein britischer Soziologe und Life Peer.

## Biographie
Giddens wurde 1938 in Edmonton, einem Stadtteil im Norden von London, geboren. Er wuchs dort als Sohn eines Angestellten der Londoner Verkehrsbetriebe in einer Familie der unteren Mittelschicht auf.
Nach dem Besuch der Minchenden Grammar School immatrikulierte er sich 1956 an der University of Hull in den Fächern Soziologie und Psychologie. Er war der erste seiner Familie, der eine Universität besuchte. 1959 schloss er sein Bachelor-Studium ab und wechselt an die renommierte London School of Economics and Political Science (LSE), um ein Master-Studium in Soziologie aufzunehmen. Er studierte an der LSE, weil sie damals die einzige britische Universität mit einem breiten soziologischen Fächerangebot war. 1961 schloss er dort sein Studium mit einer sportsoziologischen Arbeit über „Sport and Society in Contemporary England“ ab.
Anschließend nahm er seine Tätigkeit als Dozent für Sozialpsychologie an der University of Leicester auf. Dort traf er auf die bekannten Soziologen Norbert Elias und Ilya Neustadt. Während dieser Zeit begann er mit ersten eigenen Arbeiten über die Soziologie des Suizids, die bereits eine Kritik der Soziologie Émile Durkheims enthielt. Im akademischen Jahr 1967/1968 nahm er eine Gastprofessur an der neugegründeten kanadischen Simon Fraser University an und im akademischen Jahr 1968/1969 eine weitere Gastprofessur an der University of California, Los Angeles. Während seiner amerikanischen Jahre gewann seine Theorie der Strukturation erste Konturen.
1969 kehrte er schließlich nach England zurück und wurde Dozent für Soziologie am traditionsreichen King’s College der University of Cambridge. Dort verfasste er Schriften über Marx, Durkheim und Weber. 1976 promovierte er an der Universität Cambridge zum Ph.D. mit einer Arbeit über die interpretative Soziologie (engl. „New Rules of Sociological Method“). Giddens ist Mitgründer und Leiter des 1985 gegründeten Polity Press Verlags. Seit 1986 hatte er an der Universität Cambridge eine ordentliche Professor für das Fach Soziologie inne. 1997 wechselte er als Direktor an seine frühere Alma Mater LSE. 2003 wurde er dort schließlich in den Ruhestand verabschiedet.
Im Juni 2004 wurde Giddens als Baron Giddens, of Southgate in the London Borough of Enfield, in den persönlichen Adelsstand erhoben und in das britische Oberhaus aufgenommen.:313 Seit 1999 ist er ausländisches Mitglied der Russischen Akademie der Wissenschaften.

## Lehre

### Die Theorie der Strukturation
Giddens ist bekannt für seine Theorie der Strukturierung (siehe Struktur (Soziologie)), auch Strukturationstheorie genannt. Dieser Ansatz der Soziologie versucht einen Mittelweg zwischen Positionen, die den Fokus entweder auf soziale Systeme oder auf das Individuum richten, zu finden. Giddens untersucht insbesondere, wie Handeln sich über Raum und Zeit erstrecken kann, und greift dazu den Bereich des unbewusst gesteuerten Alltagshandelns heraus. Er argumentiert, dass individuelle Handlungen und soziale Strukturen in einer engen Beziehung zueinander stehen, d. h., es bilden sich in jeder Handlung eines Individuums soziale Systeme ab. Somit können aus individuellen Verhaltensweisen Rückschlüsse auf soziale Systeme gezogen werden.
Soziale Strukturen, wie Traditionen und Institutionen beeinflussen das Individuum, jedoch existiert auch Innovation, da die Strukturen ignoriert oder ersetzt werden können. Mit der Strukturationstheorie ergaben sich vermehrt Querverbindungen zur Psychologie und zur Sozialpsychologie.
In seiner politischen Soziologie postuliert Giddens den so genannten „dritten Weg“ zwischen Laissez-faire-Liberalismus und Sozialismus. Der dritte Weg versucht die positiven Aspekte von beiden Systemen zu vereinen.
Er befasst sich außerdem mit der Moderne und deren Einfluss auf die Identität von Individuen. Bekannt geworden ist er auch durch seine Stellungnahmen zur Globalisierung und deren Aspekte von Risiko, Tradition und Demokratie.
In Bezug auf methodische Fragen der Sozialwissenschaft betont Giddens die Problematik der doppelten Hermeneutik. Mit diesem Konzept verweist er auf das Spannungsfeld zwischen Selbstinterpretation der Forscher und Interpretationen zweiter Ordnung.

### Einordnungsversuch in die Theorietradition
- Giddens interpretierte Émile Durkheim, Karl Marx und Max Weber neu (z. B. 1971: Capitalism and Modern Social Theory),
- Er wandte sich gegen Talcott Parsons normativistische Ordnungstheorie und seine Ansicht, wonach Soziologie aus dem Utilitarismus entstanden sei, verfocht stattdessen eine politische Soziologie, die sich als Antwort auf die Krise des Liberalismus versteht.
- Giddens setzte sich mit den Klassentheorien von Karl Marx und Max Weber auseinander (1973: The Class Structure of the Advanced Societies) und verband sie in seiner Strukturationstheorie.
- Seit Mitte der 1970er setzte er sich mit der Ethnomethodologie, dem symbolischen Interaktionismus und der deutschen kritischen Theorie auseinander, ohne sich in seinen Werken auf die Schriften der Pragmatisten oder symbolischen Interaktionisten zu stützen.
- 1984 veröffentlicht Giddens ein zweibändiges systematisches und sozial-historisches Werk, bei dem Moderne, politische Macht und Krieg die Schlüsselthemen sind (1984: The Constitution of Society. Outline of the Theory of Structuration).
- Mit einem 800 Seiten dicken Lehrbuch (1989: Sociology) leitet er eine Reihe populärerer, soziologischer Arbeiten zu Moderne und Identität ein.
- Ab Mitte der 80er engagierte Giddens sich als Politikberater zusammen mit Tony Blair für den "Dritten Weg" (1994: Beyond Left and Right. The Future of Radical Politics. 1998: The Third Way. The Renewal of Social Democracy)

### Aspekte des Werkes

#### Kritik des Utopischen Realismus
Über das Schlüsselkonzept „Strukturierung“ hinausgehend hat Anthony Giddens in seinen 1991 erschienenen Büchern „The Consequences of Modernity“ und „Modernity & Self-Identity. Self & Society in the Late Modern Age“ einerseits versucht, Modernität und Globalisierung als Leitvorstellungen jeder soziologischen Zeitdiagnose zu profilieren und in vier institutionellen Globalisierungsfeldern und Modernitätsgrundrisiken zu bündeln: Zunahme unkontrollierter totalitärer Macht und atomarer Gefahr; Zusammenbruch jeder Wachstumswirtschaft und Umweltkatastrophe. Andererseits verknüpfte er seinen Ansatz mit Blick auf das handelnde Individuum.

#### Doppelte Hermeneutik
Anthony Giddens differenziert zwischen einem impliziten (habituell, unreflektiert, routinemäßig) Wissen in einer Sphäre des praktischen Bewusstseins und einer Sphäre des wissenschaftlichen, diskursiven Wissens. Dieses diskursive Wissen eignet jedem theoretisch-wissenschaftlichen Ansatz als eine Art praktischer Tätigkeit mit ihrem eigenen impliziten Wissen. Problematisch ist aus dieser Perspektive die Diskursivierung der Handlungen und Äußerungen des praktischen Bewusstseins.
Zu diesem Zweck muss der Forscher zunächst offen sein für dieses nichtdiskursive Wissen, d. h., er muss die Alltagsbegriffe der Erforschten zunächst erfassen. Dann kann er sie analysieren, rekonstruieren und verstehen. Diese Rekonstruktionen können jedoch ihrerseits wieder Teil der impliziten Deutungsmuster, Weltbilder und der alltäglichen Lebenspraxis werden. Das bedeutet, die genuin soziologischen Begriffe können leicht „Abrutschen“ ins praktische Bewusstsein der Erforschten. In den Blicken, dem Lächeln oder dem taktvollen Übergehen der Erforschten reproduziert sich dann das diskursive Wissen des Forschers. Ein ursprünglicher oder authentischer Gebrauch des diskursiven Wissens ist daher unmöglich. Beispiele für diesen Tatbestand sind Begriffe wie „Macht“, „Herrschaft“ oder „System“, die im alltäglichen Sprachgebrauch ebenso wie im wissenschaftlichen Verwendung finden.
Giddens sieht die Sozialwissenschaft aus diesem Grund in einer reflexiven Spannung zu ihrem Gegenstand: „als potentielles Instrument für die Ausweitung der rationalen Autonomie des Handelns, aber in gleicher Weise auch als potentielles Herrschaftsinstrument.“(Giddens 1984: 196) Ziel der doppelten Hermeneutik ist daher auch die Erklärung der Produktion und Reproduktion der Gesellschaft als Ergebnis menschlichen Handelns (vgl. Giddens: 200) 1984.

#### Handlungstheorie
1. Handeln ist nur in der nachträglichen Reflexion in einzelne Unterabschnitte zu unterteilen, in actu besteht es in durée, einem kontinuierlichen Verhaltensstrom.
2. Dem flüssigen Handeln sind keine klaren Ziele oder Wertorientierungen vorgeordnet vielmehr bilden sich diese Ziele oft erst im Handeln. Intentionalität ist also nicht mehr als dem Handeln vorgeordnet zu denken, sondern als Fähigkeit zur reflexiven Selbstkontrolle im Prozess des Handelns selbst. Somit trägt es seinerseits zur Bewusstwerdung bei und bleibt revisionsfähig.[4]
3. Handeln geht nicht nur der Herausbildung einer nur reflexiv erfassbaren Intention zuvor, sondern wird ebenso durch Routinen und vorbewusste Impulse geleitet, die Handlungsautonomie ermöglichen. Das Gegenteil davon, völlige Abwesenheit von Routinen oder Antrieben, besteht im Handlungsstillstand.
4. Vorbewusste Körperkontrolle (Empraxis) und Handeln gehen untrennbar ineinander über – der Dualismus von Körper und Geist ist hinfällig.
5. Kopräsenz bedeutet dann, welche die Zentralität des menschlichen Körpers bei der Interaktion anerkennt, das Bewusstsein gesehen zu werden und zu wissen, dass das eigene Sehen vom Gegenüber ebenfalls beobachtet wird.[5]
6. Unintendierte Handlungsfolgen machen die Rede von stabilen Systemzuständen und jeder funktionalistischen Ordnungstheorie hochproblematisch.

#### Strukturationstheorie
Der Begriff der Strukturierung lässt sich ausgehend von dem Sachverhalt nachvollziehen, „dass man historisch-empirisch nur ganz selten von festen Klassen und Klassengrenzen sprechen kann, sondern meist variable ‚Stufen‘ der Klassenbildung vorliegen. Deren Variabilität hängt von der Produktionsweise der Gesellschaft ebenso ab, wie von der möglicherweise verändernden intergenerationellen Mobilität.“.
Giddens versucht durch seine Interpretationen von Karl Marx, Émile Durkheim und Max Weber und vor dem Hintergrund einer Realanalyse der Industriegesellschaft nach einer Strukturierung der Gesellschaft. Im Gegensatz zu Talcott Parsons, der in seinem  Werk Structure of Social Action überzeitliche theoretische Ansätze vertritt, will Giddens auch die Subjektivität der Akteure und der Reflexivität der Soziologie mit in seinen Systementwurf einbeziehen. Weder Voluntarismus noch Determinismus, die jeweils einseitig das Subjekt bzw. die Struktur restringieren, soll dabei der Vorzug gegeben werden.
1. Auf seiner Strukturierungssuche ausgehend von der Mikro- hin zur Makrosoziologie greift er auf Reflexions- und Handlungsfähigkeit der Subjekte zurück, die er im Anschluss an französische Strukturalisten (Michel Foucault, Jacques Derrida) dezentriert, ohne, „aus der Dezentrierung des Subjekts eine Elimination des Subjekts zu machen.“[7] Dazu berücksichtigt Giddens die Zeitlichkeit und Räumlichkeit der menschlichen Existenz und aller Phänomene als deren zentrales Kennzeichen (vgl. Martin Heidegger). Die Reproduktion und Produktion eines Geflechts von raum-zeitlicher Handlungen nennt Giddens System.
2. Mit Struktur bezeichnet Giddens die Zusammenhänge geteilter Regeln und verteilter Ressourcen. Diese führt jedoch zur Auflösung der Dichotomie Macht – Freiheit, weil sie  dynamische gesellschaftliche Strukturen fokussiert, die „entstehen und vergehen und kontinuierlich durch die Akteure verändert werden.“[8] Strukturen wohnt außerdem eine Dualität inne. Alltagssprachlich gesagt besteht sie in der Gleichberechtigung einer Diktatur der Strukturen mit der Diktatur der Angepassten. Diese Strukturen ebenso wie die Angepassten wirken auf der einen Seite einschränkend, ermöglichen aber auf der anderen Seite das Handeln. Sie scheinen auf der einen Seite festgefügt und reproduziert, transformieren die Handelnden, werden aber auch auf der anderen Seite durch die Handelnden transformiert (duality of structure).

Entsprechend ist als Problem der Giddens’schen Strukturierungstheorie nicht der Interessenskonflikt, sondern die Gewährung von Ordnung und Transzendenz enger zeitlicher- und räumlicher Grenzen.

#### Machttheorie
Macht weist nicht, wie die Definition Max Webers suggeriert, auf ein Verteilungsproblem hin. Denn sie kann sowohl akkumuliert als auch produziert werden, ”ohne, dass einer der an einer Machtbeziehung beteiligten hierbei notwendig verlieren müsste.”
Wie Hannah Arendt verbindet auch Giddens Macht mit Handeln weil beides bedeutet: “In der Lage zu sein, ‚anders zu handeln‘, bedeutet, fähig zu sein, in die Welt einzugreifen bzw. einen solchen Eingriff zu unterlassen mit der Folge, einen spezifischen Prozess oder Zustand zu beeinflussen.” (Giddens 1988:65) Entsprechend sind selbst in totalen Institutionen nur schwer Ohnmachtssituationen vorstellbar, weil auch dort die Mächtigen auf Kooperation der Beherrschten angewiesen sind, d. h., an Machtprozessen immer mindestens zwei Parteien beteiligt sind.
- Machtressourcen

Die aus Handlung und Macht folgende Multidimensionalität des Machtbegriffs differenziert Giddens in verschiedene Ressourcen, zum einen allokative (z. B. ökonomische) Ressourcen und zum anderen autoritative (z. B. politische, militärische oder wissens-) Ressourcen.
- Machtmittel

Macht über raum-zeitliche Distanzen hinweg wird nach Giddens mittels Speicher- und Vernetzungstechnologien gewährleistet. Wie er am Beispiel der historischen mesopotamischen Gesellschaft gezeigt hat, spielt die Schrift und die in ihr fixierte Information eine unhintergehbare Rolle bei der Überwachung.

#### Kritik
- Joas sieht es als problematisch an, dass Giddens auf die Ausführung einer Handlungstypologie verzichtet hat. Denn Demokratisierungsprozesse sieht er nicht allein im Sinne Giddens durch eine Dialektik von Macht und Gegenmacht erklärt, sondern auch durch ihre kulturelle Einbettung (vgl. Joas: 424f.). Wie nicht zuletzt der Demokratisierungsversuch des Iraks zu bestätigen scheint 2004.
- Auch Giddens Machttheorie kommt, von Foucault inspiriert, ohne den Zusammenhang zwischen Macht und Rechtfertigung aus. Wohin zielen dann die normativen Vorstellungen, die in demokratischer Tradition vererbt werden? (Joas 1992: 23)
- Weil Giddens radikal mit dem Funktionalismus bricht und aus Gründen seiner Handlungstheorie keinen linearen Evolutionismus zulassen kann, vertritt er ein als ‚episodisch‘ bezeichnetes Geschichts- und Wandlungsverständnis. „Es gibt keinen Schlüssel, der uns damit den Zugang zu den Geheimnissen der menschlichen sozialen Entwicklung eröffnen könnte, dass er diese auf ein einheitliches Schema reduziert, oder der in einer solchen Perspektive die wichtigsten Übergänge zwischen verschiedenen Gesellschaftsformen zu erklären vermöchte.“ (Giddens 1988: 300) Insofern sich jedoch Menschen immer ihrer Geschichte versichern und einen Sinn darin zu sehen versuchen, also die Vergangenheit im Licht einer vorentworfenen Zukunft zum Zweck der Kontrolle der Gegenwart deuten, versuchen Menschen ihre Kontinuitäten zu sichern. Die verschiedenen Vergangenheiten müssen dabei integriert werden (vgl. Joas 2004: 429). Gibt es daher neben Evolutionismus und Giddens Episodismus noch ein Drittes?[11]
- Giddens bezieht sich in seiner Strukturationstheorie auf Heideggers Begriff der Zeitlichkeit und trennt sich damit von der Tradition der Sozialforschung. Heideggers Daseins-Analytik ist nur durch eine gegen Heideggers eigene Intentionen gerichtete Anthropologisierung oder die Übernahme von Heideggers Konzeption einer Seins-Geschichte zu leisten. Hat die mangelnde anthropologische Fundierung Folgen für die Architektonik von Giddens’ Ansatz oder bezeichnet sie nur ein vernachlässigtes Themenfeld?[12]

## Ehrungen
- 1993: Mitglied der Academia Europaea.
- 1998: Mitglied der American Academy of Arts and Sciences.
- 1999: Großkreuz des Ordens des Infanten Dom Henrique.[13]
- 2004: Baron Giddens of Southgate in the London Borough of Enfield.

## Schriften
- Capitalism and Modern Social Theory. 1971.
- Politics and Sociology in the Thought of Max Weber. 1972.
- The Class Structure of Advanced Societies. 1973.
  - deutsch: Die Klassenstruktur fortgeschrittener Gesellschaften. Übersetzt von Cora Stephan. Suhrkamp, Frankfurt 1979
- New Rules of Sociological Method. 1976.
  - deutsch: Interpretative Soziologie. Übersetzt von Wolfgang Föste. Campus Verlag, Frankfurt am Main/New York, 1984.
- Political Theory. 1977.
- Emile Durkheim. 1978.
- Central Problems in Social Theory. 1979.
- A Contemporary Critique of Historical Materialism. 1981.
- Sociology. 1982. Ein beliebter Einführungstext in die Disziplin, auch auf Deutsch erschienen:
  - deutsch: Soziologie. Übersetzt nach der 3. engl. Auflage (1997) von Hans Georg Zilian. Nauser und Nauser, Graz/Wien 1999, ISBN 3-901402-22-5.
  - Neubearbeitung: Soziologie. Keine Übersetzung der englischen Ausgabe, vielmehr in Absprache mit dem Autor Giddens für deutschsprachige Leser bearbeitet von Christian Fleck und Mariana Egger de Campo. Nauser und Nauser, Graz/Wien 2009, ISBN 978-3-901402-16-6.
- Profiles and Critiques in Social Theory. 1983.
- The Constitution of Society, Outline of the Theory of Structuration. Polity Press, Cambridge 1984, ISBN 0-7456-0006-9.
  - deutsch: Die Konstitution der Gesellschaft. Campus, Frankfurt 1988, ISBN 3-593-34744-X.
- The Nation-State and Violence. 1985.
- The Consequences of Modernity. 1990.
  - deutsch: Konsequenzen der Moderne. Suhrkamp, Frankfurt 1996, ISBN 3-518-28895-4.
- Modernity and Self-Identity. Self & Society in the Late Modern Age. Polity Press, 1991, ISBN 0-7456-0932-5.
- The Utopian Paradigm. In: Communications. 3, 1991, S. 283–318.
- The Transformation of Intimacy: Sexuality, Love, and Eroticism in Modern Societies. Stanford University Press, 1992, ISBN 978-0804722148.
- Kritische Theorie der Spätmoderne. Passagen-Verlag, Wien 1992, ISBN 3-900767-78-5 (beruht auf einem Vortrag, den Giddens in Wien gehalten hat).
- Beyond Left and Right. 1994.
  - deutsch: Jenseits von links und rechts: die Zukunft radikaler Demokratie. Übersetzt von Joachim Schulte. Suhrkamp, Frankfurt 1997
- The Third Way, The Renewal of Social Democracy. Polity Press, Cambridge 1998, ISBN 0-7456-2266-6.
  - deutsch: Der dritte Weg. Übersetzt von Bettina Engels und Michael Adrian. Suhrkamp, Frankfurt 1999, ISBN 3-518-41044-X.
- Runaway World. 1999, 2000.
  - deutsch: Entfesselte Welt. Wie die Globalisierung unser Leben verändert. Übersetzt von Frank Jakubzik. Suhrkamp, Frankfurt am Main 2001, ISBN 3-518-12200-2.
- The Third Way and its Critics. 2000.
  - deutsch: Die Frage der sozialen Ungleichheit. Übersetzt von Bettina Engels und Michael Adrian. Suhrkamp, Frankfurt 2004, ISBN 3-518-41226-4.
- Sociology. 2001. Gesellschaftstypen
- als Hrsg.: The Global Third Way Debate. 2001.
- Where Now for New Labour? 2002.
- als Hrsg.: The Progressive Manifesto. 2003.

### Artikel
- Weg ist das Ziel. Der Soziologe Anthony Giddens über Bushs milden Konservativismus. In: SZ. 7. November 2000.
- Die dritte Moderne. In: taz. 27. Mai 2006.

### Interviews
- Die "Theorie der Strukturierung". Ein Interview mit Anthony Giddens. In: Zeitschrift für Soziologie. Jg. 17, Heft 4, Juni 1988, S. 286–295.
- "Man hat keine Wahl, außer zu wählen". Ein Gespräch über die Zukunft von Moral und Politik in einer Gesellschaft, losgelöst von Natur und Tradition. In: Die Zeit. 18. April 1997.
- Interview des Handelsblatts mit Giddens von 2002 (Memento vom 16. März 2010 im Internet Archive)